# Liste der Ständigen Beobachter des Malteserordens bei den Vereinten Nationen in New York
Die Liste der Ständigen Beobachter des Malteserordens bei den Vereinten Nationen in New York enthält die Botschafter des Souveränen Malteserordens bei den Vereinten Nationen in New York City.
Der Souveräne Malteserorden hat als originäres nichtstaatliches Völkerrechtssubjekt seit dem 24. August 1994 den Status eines Ständigen Beobachters bei der Generalversammlung der Vereinten Nationen in New York City.
| Name                        | Bild                     | Amtszeit                          | Anmerkungen              |
| Souveräner Malteserorden    | Souveräner Malteserorden | Souveräner Malteserorden          | Souveräner Malteserorden |
| --------------------------- | ------------------------ | --------------------------------- | ------------------------ |
| Pierre E. Awad              |                          | 2. Januar 1995 – 22. Oktober 1996 |                          |
| Carlo Marullo di Condojanni |                          | 23. Oktober 1996 – 26. April 1998 |                          |
| José Antonio Linati Bosch   |                          | 27. April 1998 – 1. Juni 2004     |                          |
| Robert L. Shafer            |                          | 8. Juni 2004 –                    |                          |